# Ron Harper Jr.
Ronald "Ron" Harper Jr. (Paterson, 12 de abril de 2000) é um jogador norte-americano de basquete profissional que atualmente joga no Detroit Pistons da National Basketball Association (NBA) e no Motor City Cruise da G-League.
Ele jogou basquete universitário na Universidade Rutgers da Big Ten Conference. Ele é filho do ex-jogador da NBA, Ron Harper.

## Início da vida e carreira no ensino médio
Harper nasceu em Paterson, New Jersey, enquanto seu pai, Ron Harper, jogava pelo Los Angeles Lakers na NBA. Ele cresceu jogando basquete sob a orientação de sua mãe, Maria. Criado em Upper Saddle River e Franklin Lakes, ele estudou na Don Bosco Preparatory High School em Ramsey. Em sua terceira temporada, Harper teve médias de 10,1 pontos e 1,5 rebote e ajudou seu time a ganhar seu primeiro título estadual em 47 anos. Em sua última temporada, ele teve médias de 20,8 pontos e 3,9 rebotes, levando seu time ao segundo título estadual consecutivo.
Harper foi considerado um recruta de quatro estrelas pela Rivals, mas suas únicas ofertas de bolsas foram de Nebraska e Rutgers. Em 11 de agosto de 2017, ele se comprometeu a jogar basquete universitário pela Rutgers.

## Carreira universitária
Em sua estreia universitária contra Fairleigh Dickinson, ele marcou 15 pontos. Em 2 de março de 2019, Harper marcou 27 pontos em uma vitória por 86-72 sobre Iowa. Como calouro, ele teve médias de 7,8 pontos e 3,1 rebotes.
Na entressafra, Harper melhorou sua força e condicionamento, ganhando 6,8 kg. Durante sua segunda temporada, ele se tornou titular regular. Em 22 de janeiro de 2020, Harper registrou 29 pontos e nove rebotes na derrota por 85-80 para Iowa. Em seu segundo ano, ele teve médias de 12,1 pontos e 5,8 rebotes.
Em 27 de novembro, Harper marcou 30 pontos, o recorde de sua carreira, na vitória por 96-75 sobre Fairleigh Dickinson. Em sua terceira temporada, Harper ajudou a levar Rutgers ao seu primeiro Torneio da NCAA em 30 anos com médias de 14,9 pontos e 5,9 rebotes. Após a temporada, Harper se declarou para o draft da NBA de 2021, mas acabou optando por retornar a Rutgers.
Em 9 de dezembro de 2021, Harper registrou 30 pontos e 10 rebotes contra Purdue. Ele fez a cesta da vitória do jogo dando a Rutgers sua primeira vitória sobre um time classificado em primeiro lugar. Harper foi nomeado para a Segunda-Equipe da Big Ten.
Após a derrota de Rutgers na Primeira Rodada no Torneio da NCAA de 2022, Harper anunciou sua intenção de abrir mão de sua última temporada de elegibilidade universitária e se declarar para o draft da NBA de 2022.

## Carreira profissional

### Toronto Raptors (2022–2023)
Em 14 de julho de 2022, depois de não ter sido selecionado no draft da NBA de 2022, Harper assinou um contrato de mão dupla com o Toronto Raptors e com seu afiliado na G-League, Raptors 905. Bobby Webster observou que Wayne Embry (conselheiro sênior de basquete do Raptors) esteve envolvido tanto na contratação de Ron Harper Jr. quanto no draft de seu pai (Ron Harper).
Em 22 de julho de 2023, Harper assinou outro contrato de duas vias com o Raptors. Em 8 de dezembro, ele foi dispensado pelo Raptors.

### Maine Celtics (2024–2025)
Após se juntar a eles para a Summer League de 2024, Harper assinou com o Boston Celtics em 14 de julho de 2024, mas foi dispensado em 17 de outubro. Em 26 de outubro, ele se juntou ao Maine Celtics.

### Detroit Pistons / Motor City Cruise (2025–Presente)
Em 6 de janeiro de 2025, Harper assinou um contrato de duas vias com o Detroit Pistons e com o Motor City Cruise.
Em 1º de fevereiro, Harper estabeleceu o recorde do Cruise de mais arremessos de 3 pontos convertidos em um único jogo, acertando 11 de suas 18 tentativas de 3 pontos, enquanto o Cruise derrotou o Long Island Nets por 145 a 132. O recorde anterior era compartilhado por Deividas Sirvydis e Stanley Umude, que acertaram 7 arremessos de 3 pontos cada.

## Estatísticas da carreira

### NBA

#### Temporada regular
| Ano      | Equipe   | PJ | PT | MPJ | AP   | 3P   | LL    | RT | AS  | BR | TO | PPJ |
| -------- | -------- | -- | -- | --- | ---- | ---- | ----- | -- | --- | -- | -- | --- |
| 2022–23  | Toronto  | 9  | 0  | 5.3 | .500 | .333 | 1.000 | .8 | .4  | .0 | .1 | 2.2 |
| 2023–24  | Toronto  | 1  | 0  | 3.7 | –    | –    | –     | .0 | 1.0 | .0 | .0 | .0  |
| Carreira | Carreira | 10 | 0  | 4.5 | .500 | .333 | 1.000 | .4 | .7  | .0 | .0 | 1.1 |

### Universitário
| Ano      | Equipe   | PJ  | PT  | MPJ  | AP   | 3P   | LL   | RT  | AS  | BR  | TO | PPJ  |
| -------- | -------- | --- | --- | ---- | ---- | ---- | ---- | --- | --- | --- | -- | ---- |
| 2018–19  | Rutgers  | 31  | 19  | 22.3 | .413 | .278 | .679 | 3.1 | 1.1 | .6  | .5 | 7.8  |
| 2019–20  | Rutgers  | 31  | 31  | 28.1 | .452 | .349 | .708 | 5.8 | 1.0 | .8  | .8 | 12.1 |
| 2020–21  | Rutgers  | 27  | 27  | 32.0 | .441 | .310 | .736 | 5.9 | 1.6 | .7  | .6 | 14.9 |
| 2021–22  | Rutgers  | 32  | 32  | 34.3 | .442 | .398 | .795 | 5.9 | 1.9 | 1.0 | .6 | 15.8 |
| Carreira | Carreira | 121 | 109 | 29.1 | .437 | .333 | .729 | 5.1 | 1.4 | .7  | .6 | 12.6 |

Fonte:

## Vida pessoal
Seu pai, Ron Harper, jogou na NBA por 15 temporadas, ganhando cinco títulos da NBA. Sua mãe, Maria, é de Bataan, Filipinas, e jogou basquete universitário antes de se tornar treinadora. O avô materno de Harper representou as Filipinas nos Jogos Olímpicos de Verão de 1968.